# 釋空塵
釋空塵（？—？），法號雲閑，吳縣人，廣陵琴派古琴家，師承牧村和尚，編著有《枯木禅琴谱》。
空塵和尚先後師从牧村和尚、赵逸峰、丁绥安，后遊學琴藝，曾至燕、齊、楚、越拜訪琴家。
其主张的《琴声十六则》：“轻松脆活、高法清虚、幽奇古淡、中和疾徐”，对当今广陵琴派“刚中有柔、柔中有刚、缓中有急、急中有缓”的琴曲处理方法产生了很大影响。他以琴喻禅，並以佛教梵音创作古琴曲，如《那罗法曲》是他于1888年秋在北京稽檀寺听喇嘛歌唱梵呗以后所作的。
他以古琴傳教，琴藝只傳出家弟子，有肇慈、印恒、起海、朱渚、如恒、钱鎬龄、钱发荣、朱兆蓉、邵鼎等。清末古琴家黄勉之曾暂入空门拜空尘和尚为师，並稱自己學得「廣陵正宗」。

## 《枯木禅琴谱》
1893年刊行，共8卷32首琴曲，其中25首为广陵琴派传统琴曲，7首大部分是空尘和尚创作的新曲，如《那罗法曲》、《怀古曲》、《枯木吟》、《獨鶴與飛》等。